# 白根開善学校中等部・高等部
白根開善学校中等部・高等部（しらねかいぜんがっこうちゅうとうぶ・こうとうぶ）は、群馬県吾妻郡中之条町に所在する私立中学校・高等学校。運営は学校法人白根開善学校。

## 概要
1978年（昭和53年）に学校法人白根開善学校が設立認可され、現在に至る。「人はみな善くなろうとしている」という教育理念の下、筆記試験による入学選考は行わず、一週間程度の体験入学により山の学校で生きていく意欲を重視する。
標高1,138mに位置しており、日本一高所にある中学校・高校である（学校に関する日本一の一覧#地理）。

### 学校目標・校訓
- 白根開善学校では、「人はみな善くなろうとしている」という教育理念に基づいて、生徒個人の能力と才能を最大限に引き出すよう、援助・指導している。

### 設置課程・募集人員
- 中等部（中学校） - 各学年1学級、定員25名（男女共学）
- 高等部（高等学校） - 全日制普通科各学年1学級、定員35名（男女共学）

## 学校の沿革
- 1977年（昭和52年）11月25日　財団法人白根開善学校設立準備財団 設立認可
- 1978年（昭和53年）4月13日　中等部校舎新築
- 1978年（昭和53年）7月1日　学校法人白根開善学校 設立認可
- 1979年（昭和54年）4月15日　高等部用校舎新築
- 1982年（昭和57年）9月15日　体育館新築及び生徒寮新築
- 1985年（昭和60年）2月5日　陶芸校舎新築
- 1985年（昭和60年）12月24日　初心者スキー練習場造成
- 1988年（昭和63年）12月7日　スキー練習場造成
- 1989年（平成元年）4月14日　生産技術センター新築 同月24日開所
- 1992年（平成4年）11月16日　新美術木工家庭科校舎新築
- 1993年（平成5年）12月19日　情報校舎新築
- 1997年（平成9年）3月19日　群馬県同和教育研究指定校（平成9.10年度）指定
- 1997年（平成9年）11月26日　広島大学教育学部よりペスタロッチー教育賞受賞
- 2002年（平成14年）2月28日　生徒寮新築（鉄筋3階建・日本財団助成事業）
- 2007年（平成19年）6月26日　内閣総理大臣より再チャレンジ支援功労者表彰を受ける
- 2008年（平成20年）7月1日　30周年記念事業（鶏舎新築・大グランド整備）

## 施設
- 敷地7万㎡
- 中・高等部校舎
- 初等部校舎(現在音楽室として使用)
- 体育館
- 生徒寮5棟(大志寮、叡智寮、連帯寮、自立寮、ちごゆり寮)
- 小グラウンド
- 大グランド（3万3千㎡）
- 食堂
- スキー練習場(現在は利用不可)
- 陶芸校舎
- 美術木工家庭科校舎
- 学校林用地（15万㎡）
- 情報教育校舎（図書館含む）
- 生産技術センター
- 父母研修棟（本吉会館）

## 特色

### 教育の特色
特色ある教育課程
必履修科目の他に、充実した社会生活を送る準備活動として、「キャリア授業科目」を設定。
- 「キャリア授業科目」（学校設定科目）
  - ライフ…生活を充実させるための、趣味からキャリアまでの幅広い講座。「陶芸」「テニス」「写経」「柔道」等。
  - キャリア…進路に向けキャリアを充実させる講座。「英検受験対策」「絵画」「心理学入門」「楽器演奏」等。
  - 進路…進路に直結した講座。「受験小論文」「運転免許」等。

少人数教育
英語・数学・国語については、学年の壁を取り払い、能力に応じた同質学習集団を基本に、徹底した少人数教育を行っている。授業を受ける1クラスの人数は8名程度で、高等学校授業を中心としたクラスから、義務教育段階の補習等、全体を5クラス程度に分けている。
体験学習の重視
職場実習・各研修旅行等の体験学習を通じ、教科書では学べない事を体感する。特に毎年秋に実施される100㎞強歩では、各々の限界に挑戦し、最後までやり切る事の素晴らしさを実感することとなる。地域活動にも積極的に取り組み、道路清掃や地域高齢者宅の雪かきなどを行うことで、社会の中での役割について考える。
その他
- 学習のステップアップを希望する生徒には、夜間補習会を実施。

- コロラドティンバーラインアカデミー（CTA）短期交換留学プログラム実施。

### 学校生活の特色
社会力の育成
「コミュニケーション能力」は、人とふれあう人間関係の中で育まれるものである、という考えに基づき、中学生・高校生・教職員が、生活を共にしながらの全寮制となっている。学校敷地内に寮が点在し、5～7名の生徒と専任教員が生活班単位で生活を共にする。大きな成長を遂げる大切な時期に、自然がもたらす大地の中で、真の社会力を育て社会に送り出したいと考えている。
個人の成長にあった教育を考える
一人一人の可能性を信じ、個々の特性を生かした教育を実践している。一般にいわれる「発達障害」といった生徒の受け入れも可能となっている。特別支援学校教諭免許所持者が生活を共にし、支援に当たっている。

## 主な学校行事
- 育林・農業・養豚・介護各実習
- 修学旅行
- スキー合宿
- スケート教室
- 県外研修旅行
- 県内研修旅行
- マラソン大会(中等部は4ｋｍ、高等部は6ｋｍ)
- 100㎞強歩
- 文化祭

## 課外活動
現在活動休止中の活動も含む。

### 運動部
- バドミントン部
- バスケットボール部
- フットサル（サッカー）部
- 野球部
- ブラジリアン柔術部
- スキー部
- スノーボード部
- ハイキング部
- 柔道部
- ユニホック部
- ウォーキング部

### 文化部
- 写真部
- 軽音楽部
- 陶芸部
- 美術部
- 茶道部
- 食堂見習い

### 塾
- 手紙塾
- 演劇塾
- 漢字塾
- 英検塾
- 数学塾
- 音楽塾
- 小論文塾
- 囲碁将棋塾
- 簿記塾

### 生活倶楽部
白根開善学校独自の活動として、「生活倶楽部」が存在する。「生活倶楽部」とは、白根開善学校のある六合の環境に積極的に触れ、利用し、関わっていくことにより、自然の中で生きていくことを体感するものである。地域住民と積極的に関わりながら、自然・文化からの恵みを感じ、真の社会力を身につける。平成27年度には、ピザ窯・プラネタリウムを製作した。
- 開設されている倶楽部
  - 文藝部 - 読書案内の作成・発行、図書の整理
  - 園芸部 - 地域の花栽培のプロに学び、花・イチゴを栽培
  - ものつくり部…校内・寮内美化に役立つものを製作
  - Kaizen奉仕活動吉川組 - 地域高齢者宅の雪かきボランティア、地域花植えボランティア(地域奉仕活動)
  - 生産文化部 - たくあん、さつまいものスイーツ製造、食育
  - 便利屋 - ピザ窯「開善みろく石窯」やサウナの製作、スキー場整備
  - やまんど倶楽部 - 養鶏・畑作・ものつくり、鶏糞置き場製作
  - 開善登山隊 - 学期に一度は県内登山(5学期はお休み)
  - 地産食品倶楽部 - 地粉うどんやジャムづくり
  - 焙煎俱楽部-自分たちで珈琲を粉から頑張って作る。(White root coffee)